# Frédéric Dumouchel
Pour les articles homonymes, voir Dumouchel.
Frédéric Dumouchel est un artiste peintre figuratif français, né le 1er janvier 1960 à Yaoundé (Cameroun).

## Biographie
Élève des beaux-arts de Rouen, Dumouchel est fasciné très jeune par l'artiste peintre Robert Savary dont il devient l'élève en 1978. Il est aussi influencé et conseillé dans sa technique par son oncle le peintre Richard de Prémare.
Fort de son apprentissage, il démarre son aventure de peintre en exposant sur le littoral normand cauchois. C’est à partir de l'année 1991, en parcourant différents pays étrangers et de nombreuses provinces Françaises qu’il donne une autre dimension à son œuvre.
Peintre de chevalet, il place ses sujets au rythme du couteau en s’attachant essentiellement au cadrage et à la couleur. Si la mer et ses horizons normands contribuent largement à sa réputation, Dumouchel est également fortement inspiré par Paris et l'Île-d'Yeu où il séjourne régulièrement.
En octobre 2016, Frédéric Dumouchel pose ses chevalets au cœur du village de Varengeville-sur-Mer, remarquable grâce à sa lumière, son patrimoine culturel et botanique. Vous trouverez son atelier, au 20 route de l'Église.
Aboutissement d'une œuvre, Dumouchel est sélectionné pour participer au Salon des Artistes Français au Grand Palais du 19 au 22 février 2025.

## Œuvres
(liste non exhaustive, par ordre chronologique)
| Tableau | Titre                                   | Date d'exécution | Support et dimensions       | Expositions, notes                      | Lieu de conservation |
| ------- | --------------------------------------- | ---------------- | --------------------------- | --------------------------------------- | -------------------- |
|         | Bateaux de pêche au port de L'Île-d'Yeu |                  | huile sur toile, format 8F  |                                         | Collection privée    |
|         | Baux de Provence                        |                  | huile sur toile, format 10F |                                         | Collection privée    |
|         | Bouquet de roses                        |                  | huile sur toile, format 10F |                                         | Collection privée    |
|         | Brasserie Parisienne Le Select          |                  | huile sur toile, format 10F |                                         | Collection privée    |
|         | Carnaval de Venise                      |                  | huile sur toile, format 20F |                                         | Collection privée    |
|         | Giardini Reali de Venise                | 2007             | huile sur toile 55 × 48 cm  |                                         | Collection privée    |
|         | Veulettes-sur-Mer                       | 2015             | huile sur toile 55 × 48 cm  |                                         | Collection privée    |
|         | Ciel d'orage                            | 2024             | huile sur toile 130 × 89 cm | Salon des artistes français, Paris 2025 | Collection privée    |
|         | Église de Varengeville-sur-Mer          |                  | huile sur toile, format 4F  |                                         | Collection privée    |
|         | Falaises des Petites-Dalles             |                  | huile sur toile             |                                         | Collection privée    |
|         | Fermette normande                       |                  | huile sur toile, format 18F |                                         | Collection privée    |
|         | Les Dames des Conches, L'Île-d'Yeu      |                  | huile sur toile, format 30F |                                         | Collection privée    |
|         | Les toits de Saint-Sauveur, L'Île-d'Yeu |                  | huile sur toile, format 45F |                                         | Collection privée    |
|         | Maquereaux                              |                  | huile sur toile, format 50F |                                         | Collection privée    |
|         | Port de commerce de Rouen               |                  | huile sur toile, format 15F |                                         | Collection privée    |
|         | Port de commerce, Le Havre              |                  | huile sur toile, format 25F |                                         | Collection privée    |
|         | Thoniers à Port-Joinville               |                  | huile sur toile, format 25F |                                         | Collection privée    |
|         | Zinc d’un soir                          |                  | huile sur toile, format 30F |                                         | Collection privée    |

## Expositions[2]
- Autretot, exposition 1980
- Brametot, salon de 1998
- Bois-Guilbert, expositions 2010, 2012
- Caudebec-en-Caux, salon de 1995
- Crasville-la-Rocquefort, exposition 1997
- Dieppe, Galerie Telloe, 1997, 1998
- Envermeu, salon de 1997
- Eu, salon de 1997, exposition 2003, exposition « Les Collégiales
de Dumouchel » du 14 au 21 septembre 2017[3]
- Fécamp, exposition 1998
- Fontaine-le-Dun, salon de 1996
- Héricourt-en-Caux, exposition 1989
- L'Île-d'Yeu, expositions 1998, 2000, 2003, 2004, 2005, 2009, 2019, 2022
- L'Île-d'Yeu, Galerie Marée Haute, 2013, 2014
- Le Hanouard, exposition 1991
- Le Havre, Galerie de l’Estuaire, 1998
- Luneray, exposition 1995
- Newhaven (Sussex de l'Est) Crypt Gallery, 1996
- New York, Ambassador Gallery, 2001
- Paris, Galerie du Rond-Point des Champs Élysées, 1999
- Paris, Galerie Amyot, 2002 et 2011,
Salon des Artistes Français en 2025
- Pourville, expositions 2004, 2005, 2015
- Varengeville-sur-Mer, expositions 2004, 2005, 2017[4], 2020, 2023, 2025
- Château de Varengeville-sur-Mer, exposition 2016[5]
- Veules-les-Roses, expositions 1996, 1998.
- Saint-Hellier, salon de 1997
- Saint-Saëns, exposition 1998